# Karusei csata
A karusei csata vagy más néven jégcsata (litvánul: Karusės mūšis, a karuse jelentése litvánul jég) a litvánok és a Kardtestvérek rendje között 1270. február 16-án lezajlott csata a befagyott Balti-tengeren, az Ösel (Saaremaa) sziget mellett. A csatában a litvánok vereséget mértek a keresztesekre.
A litvánok 1259-es betörése, majd Durbennél aratott győzelme során egész Livónia fellázadt a Német Lovagrend, a Kardtestvérek rendje és a dánok uralma ellen. A harcok váltakozó eredménnyel folytak. Eleinte csak a szamogitiaiak vezettek részben rabló támadásokat a lovagok ellen, de később már az egész Litván Nagyfejedelemség belebonyolódott a háborúba.
Traidenis litván nagyfejedelem 1270 elején seregével északi irányba, az észt területek felé vonult. A Kardtestvérek Otto von Lutterberg vezetésével Ösel mellett a befagyott tengeren sorakoztak fel a litvánok ellen. A csata vereséggel végződött a keresztesek számára, elesett 52 lovag, 600 keresztes és von Lutterberg. A kialakult súlyos helyzetben a lovagrend segítséget kért a Dán Észtországban uralkodó dánoktól, akik azt megadva visszaszorították délre a litvánokat.